# The Gecko Brothers
The Gecko Brothers is een Nederlandse rockband uit Breda. De band werd in 2002 opgericht door oud-leden van Batmobile en de Nederlandse band Thundermug (niet te verwarren met de gelijknamige Canadese band). Zanger Mo Gecko (Mo Kusters) overleed op 18 oktober 2020.

## Discografie
- Stop bitchin', start drinkin', 2003
- Lock 'm away, 2003
- Demolition of the rehabilitation, 2005
- Who'll throw the first punch?!, 2014 (met Dirty Bastards)